# Апостольская нунциатура в Беларуси
Апостольская нунциатура в Республике Беларусь — дипломатическое представительство (посольство) Святого Престола в Республике Беларусь. Образовано в 1992 году, когда Белоруссия установила дипломатические отношения со Святым Престолом.

## История
Апостольская нунциатура, постоянное дипломатическое представительство Святого Престола в Белоруссии, была учреждена Апостольской грамотой папы Иоанна Павла II «Qvantam tandem» 11 ноября 1992 года, в день официального установления дипломатических отношений между Святым Престолом и Республикой Беларусь.
После образования нунциатура некоторое время пребывала в Ватикане. 18 мая 1994 года резиденция нунция была перенесена в Минск и временно размещена в гостинице «Беларусь», ул. Сторожевская, 15. Затем нунциатура переехала в помещение по адресу ул. Заславская, 25. С февраля 1997 года местом пребывания Апостольской нунциатуры является арендованное помещение по ул. Володарского 6. Окончательное место для расположения дипломатического представительства Святого Престола пока не определено.
Первым нунцием в Белоруссии стал Габриэль Монтальво Игера. С 15 июля 2011 года по 13 ноября 2015 года обязанности посла Святого Престола исполнял Клаудио Гуджеротти, бывший до этого нунцием в Азербайджане, Армении и Грузии. С 13 мая 2016 года по 12 ноября 2019 года апостольским нунцием в Белоруссии являлся архиепископ Габор Пинтер. С 21 мая 2020 года по 28 июня 2024 года апостольским нунцием в Белоруссии являлся архиепископ Анте Йозич.
С 25 марта 2025 года апостольским нунцием в Беларуси назначен Иньяцо Чеффалья.

## Нунции
- Габриэль Монтальво Игера (17 апреля 1993 — 1994 — переведён в Римскую курию);
- Агостино Маркетто (18 мая 1994 — 1996 — переведён в государственный секретариат Ватикана);
- Доминик Грушовский (15 апреля 1996 — 28 июля 2001, в отставке);
- Иван Юркович (28 июля 2001 — 22 апреля 2004 — назначен апостольским нунцием на Украине);
- Мартин Видович (15 сентября 2004 — 15 июля 2011, в отставке);
- Клаудио Гуджеротти (15 июля 2011 года — 13 ноября 2015 — назначен апостольским нунцием на Украине);
- Габор Пинтер (13 мая 2016 — 12 ноября 2019 — назначен апостольским нунцием в Гондурасе);
- Анте Йозич (21 мая 2020 — 28 июня 2024 — назначен апостольским нунцием в Армении и Грузии);
- Иньяцо Чеффалья (25 марта 2025 — по настоящее время).